# قضاء حراز
قضاء حراز  أحد أقضية لواء صنعاء التابع لولاية اليمن في العهد العثماني .
مركز القضاء مناخة ويتبع هذا القضاءعدد من النواحي  منها:
مناخة ، مفحق ، عر ، متوح ، حجيلة.